# Чемпионат России по боксу среди женщин 2016
Чемпионат России по боксу среди женщин 2016 года проходил в Волгодонске с 4 по 11 сентября. В соревновании приняли участие 128 спортсменок, разыгравшие награды в 10 весовых категориях.

## Медалисты
| Весовая категория | Золото                                                  | Серебро                                                    | Бронза                                                                               |
| ----------------- | ------------------------------------------------------- | ---------------------------------------------------------- | ------------------------------------------------------------------------------------ |
| до 48 кг          | Екатерина Пинигина Ростовская область                   | Екатерина Пальцева Московская область / Мордовия           | Юлия Чумгалакова Московская область Галина Чумгалакова Москва                        |
| до 51 кг          | Елена Савельева Мордовия                                | Александра Кулешова Челябинская область                    | Гелюса Галиева Московская область Светлана Солуянова Москва / Ульяновская область    |
| до 54 кг          | Виктория Кулешова Московская область                    | Саяна Сагатаева Московская область / Хакасия               | Ольга Гурова Москва Карина Тазабекова Санкт-Петербург                                |
| до 57 кг          | Наталья Самохина Новосибирская область                  | Татьяна Бондарева Красноярский край / Владимирская область | Екатерина Сычёва Ямало-Ненецкий автономный округ Мария Сартакова Челябинская область |
| до 60 кг          | Дарья Абрамова Тульская область / Рязанская область     | Наталья Шадрина Бурятия                                    | Кристина Жунёва Пермский край Людмила Орлова Челябинская область                     |
| до 64 кг          | Александра Ордина Санкт-Петербург                       | Ирина Автина Челябинская область                           | Мариана Дятлова Тверская область Ирина Сафарова Ямало-Ненецкий автономный округ      |
| до 69 кг          | Саадат Абдулаева Московская область                     | Эльмира Азизова Татарстан                                  | Екатерина Надолинская Ростовская область Александра Кузина Татарстан                 |
| до 75 кг          | Оксана Трофимова Челябинская область                    | Дарима Сандакова Московская область / Бурятия              | Ольга Лапеха Москва Екатерина Абызова Пермский край                                  |
| до 81 кг          | Любовь Юсупова Ханты-Мансийский автономный округ — Югра | Мария Уракова Волгоградская область                        | Дарья Иванова Забайкальский край Виктория Крылова Республика Коми                    |
| свыше 81 кг       | Зенфира Магомедалиева Дагестан                          | Виктория Герасименко Ставропольский край                   | Елена Кузина Челябинская область Екатерина Сарайкина Москва                          |